# Jessy Schram

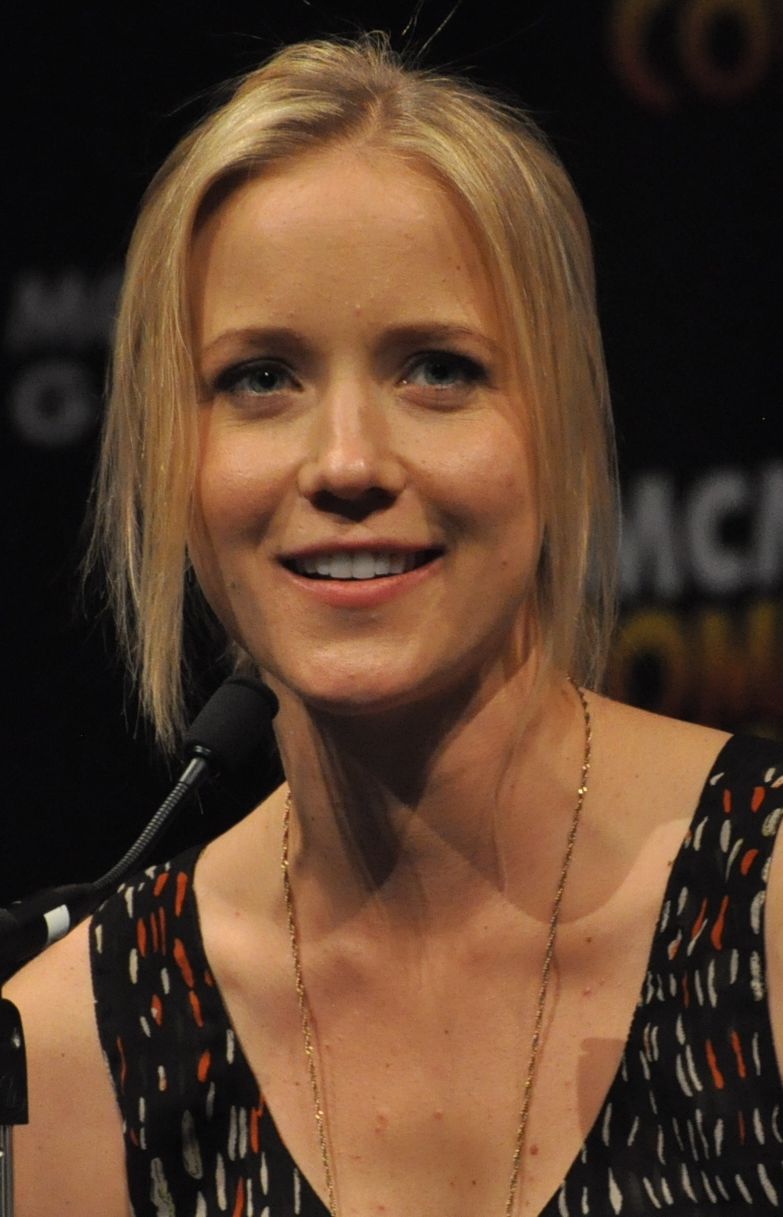
Jessy Schram (2013)

Jessica „Jessy“ Schram (* 15. Januar 1986 in Skokie, Illinois) ist eine US-amerikanische Schauspielerin.

## Karriere
Im Alter von zehn Jahren wurde Schram von einer Chicagoer Agentur entdeckt und war zunächst als Kindermodel unter anderem in der Werbung tätig. Schram lebte in ihrer Kindheit in Buffalo Grove, Illinois und absolvierte die Buffalo Grove High School im Jahr 2004. Mit 18 Jahren zog die angehende Schauspielerin nach Los Angeles. Ihren ersten Fernsehauftritt hatte sie 2004 in der Comedyserie Drake & Josh. 2005 war sie im Fernsehfilm Jane Doe: Vanishing Act erstmals als Tochter von Hauptdarstellerin Lea Thompson zu sehen; seitdem hat Schram diese Rolle in acht weiteren Teilen der Filmreihe gespielt. Es folgten Gastauftritte in verschiedenen Fernsehserien sowie 2006 eine Nebenrolle in American Pie präsentiert: Nackte Tatsachen. 2007 bis 2009 spielte Schram die Rolle der Rachel Seybolt in der Fernsehserie Life. 2010 war sie im Actionthriller Unstoppable – Außer Kontrolle zu sehen. Von 2011 bis 2015 spielte sie die Rolle der Karen Nadler in Steven Spielbergs Science-Fiction-Serie Falling Skies, von 2011 bis 2016 die der Ashley Boyd/Cinderella in der Fantasyserie Once Upon a Time – Es war einmal… und 2012 und 2013 die der Christine Kendal in Last Resort. 2014 war sie in der 7. Staffel von Mad Men in der Rolle der Immobilienmaklerin Bonnie Whiteside zu sehen.
Neben der Schauspielerei ist Schram auch als Singer-Songwriter tätig und hatte bereits Auftritte in verschiedenen Clubs in den Vereinigten Staaten.

## Filmografie
- 2004: Drake & Josh (Fernsehserie, Folge 2x10)
- 2005–2007: Medium – Nichts bleibt verborgen (Medium, Fernsehserie, 2 Folgen)
- 2005–2008: Jane Doe (neunteilige Fernsehfilmreihe)
- 2006: Veronica Mars (Fernsehserie, 4 Folgen)
- 2006: American Pie präsentiert: Nackte Tatsachen (American Pie Presents: The Naked Mile)
- 2006: Boston Legal (Fernsehserie, Folge 3x10)
- 2006: I Want Someone to Eat Cheese With
- 2007: Dr. House (House, Fernsehserie, Folge 3x13)
- 2007: Ghost Whisperer – Stimmen aus dem Jenseits (Ghost Whisperer, Fernsehserie, Folge 2x15)
- 2007: Without a Trace – Spurlos verschwunden (Without a Trace, Fernsehserie, Folge 5x23)
- 2007: CSI: Miami (Fernsehserie, Folge 6x02)
- 2007–2009: Life (Fernsehserie, 8 Folgen)
- 2009: Saving Grace (Fernsehserie, Folge 2x09)
- 2009: Hawthorne (Fernsehserie, Folge 1x07)
- 2009: L.A. Crash (Crash, Fernsehserie, 3 Folgen)
- 2010: Unstoppable – Außer Kontrolle (Unstoppable)
- 2010: The Mentalist (Fernsehserie, Folge 3x08)
- 2012: A Smile As Big As the Moon
- 2011–2015: Falling Skies (Fernsehserie, 15 Folgen)
- 2011–2016: Once Upon a Time – Es war einmal … (Once Upon a Time, Fernsehserie, 4 Folgen)
- 2012–2013: Last Resort (Fernsehserie, 13 Folgen)
- 2013: Once Upon a Time in Wonderland (Fernsehserie, Folge 1x01)
- 2014: Mad Men (Fernsehserie, 4 Folgen)
- 2015: Reluctant Nanny (Fernsehfilm)
- 2015: Harvest Moon (Fernsehfilm)
- 2015: Major Crimes (Fernsehserie, Folge 4x02)
- 2015: The Lizzie Borden Chronicles (Fernsehserie, 5 Folgen)
- 2015–2016: Nashville (Fernsehserie, 11 Folgen)
- 2017: Ein Prinz zu Silvester (Royal New Year’s Eve, Fernsehfilm)
- 2017: The Birthday Wish (Fernsehfilm)
- 2017: Shot Caller
- 2017: Thirst (Kurzfilm)
- 2018: Road to Christmas (Fernsehfilm)
- 2019: Lucifer (Fernsehserie, Folge 4x05)
- 2020: Love Song – Zwei Herzen. Ein Hit (Country at Heart, Fernsehfilm)
- 2020: Amazing Winter Romance (Fernsehfilm)
- seit 2020: Chicago Med (Fernsehserie)
- 2020: A Nashville Christmas Carol (Fernsehfilm)
- 2021: Liza on Demand (Fernsehserie, Folge 3x04)
- 2021: Time for Them to Come Home for Christmas (Fernsehfilm)
- 2023: Fantasy Island (Fernsehserie, Folge 2x11)
- 2023–2025: Chicago Fire (Fernsehserie, 2 Folgen)
- 2023: Mystic Christmas (Fernsehfilm)

Verschiedene Synchronsprecherinnen liehen Jessy Schram bisher ihre deutsche Stimme, darunter Nina Amerschläger (Jane Doe), Luise Helm (CSI: Miami, Life, Unstoppable – Außer Kontrolle), Magdalena Turba (Veronica Mars, Ghost Whisperer, Last Resort), Annina Braunmiller-Jest (Mad Men) und Jacqueline Belle (Once Upon a Time).